# スクール・オブ・ロック (ミュージカル)
『スクール・オブ・ロック』（School of Rock）は、2003年の同名映画『スクール・オブ・ロック』を原作にしたアンドルー・ロイド・ウェバーの作曲、グレン・スレイターの作詞、ジュリアン・フェロウズの脚本によるロック・ミュージカル。失業中のロック歌手でギタリストのデューイ・フィンが名門のプレパラトリー・スクールにて5年生の臨時教師になりすます。生徒たちの音楽の才能に気付きバンドを結成し、コンテスト優勝を目指す。
2014年12月にミュージカル化が発表され、1年後の2015年12月6日に開幕した。2015年6月、ブロードウェイにあるウインター・ガーデン・シアターにて開幕に先んじてコンサートが行なわれた。2015年11月9日、プレビュー公演が開幕し、12月6日、本公演が開幕した。ローレンス・コナーが演出、ジョアン・M・ハンターが振付を担当し、アレックス・ブライトマンがデューイ・フィン役、シエラ・ボーゲスがロザリー・マリンズ役を演じた。2015年11月14日、ロンドンにあるギリアン・リン・シアターにてウエスト・エンド公演が開幕した。

## 背景
2003年の映画『スクール・オブ・ロック』を基にしている。この映画は3,500万ドルで制作されたが、全世界で興行収入1億3,100万ドルをあげた。ノー・ヴェイカンシーというバンドを解雇されたロック歌手でギタリストのデューイ・フィンが、名門プレパラトリー・スクールの臨時教師になりすます。受け持つ5年生の生徒たちの音楽の才能を見出しバンドを結成し、コンテスト優勝を目指す。
2013年4月、インタビューにてロイド・ウェバーはリチャード・リンクレイター監督の映画『スクール・オブ・ロック』の舞台化権を獲得し、1963年のプロヒューモ事件を題材とするウエスト・エンド・ミュージカル『スティーブン・ウォード』が完成後、舞台化に取り掛かると明かした。ロイド・ウェバーは「音楽が頭に浮かんできたが、そうではなく音楽がすでにそこにあった」とし、政治ミュージカル『スティーブン・ウォード』から子供が音楽を演奏するミュージカルへと転換をはかることとなった。2014年5月、イギリスよりアメリカの方が児童労働法が厳しくないことと、文化的にアメリカの方が合うためウエスト・エンドではなくブロードウェイでワールド・プレミアが行なわれることが明らかになった。ウェバーは各地の音楽教育プログラム「スクール・オブ・ロック」に出向いて子役に適した人材を探し、ウエスト・エンドでの開幕も目指して同様のスクールがロンドンにも必要になった。しかし予想より早く子役が見つかったため、予定より数ヶ月早くウエスト・エンド公演が開幕することができた。
2014年12月18日、2015年秋にブロードウェイでワールド・プレミアが行なわれることが正式に発表された。ウェバーにとってウエスト・エンドではなくブロードウェイでワールド・プレミアが行なわれるのは1971年の『ジーザス・クライスト・スーパースター』以来44年ぶりとなった。またウェバーにとってウィンター・ガーデン・シアターでの上演は『キャッツ』以来18年ぶりとなった。
ウェバーは作品について映画で描かれていたよりも生徒たちに焦点を当てると語った。音楽については単に映画のサウンドトラックを使用するのではなく、スティーヴィー・ニックスなど映画の象徴的な曲を残しつつ、より劇場向けの音楽を追加することとなった。
『ダウントン・アビー』製作者ジュリアン・フェロウズが脚本を担当し、ローレンス・コナーが演出として契約した。ジョアン・M・ハンターが振付、装置および衣裳デザインはアンナ・ルイゾス、照明デザインはヒュー・ヴァンストーン、照明技術はロケット・ウォディが担当した。

## あらすじ

### 第1幕
バンド「ノー・ヴェイカンシー」の演奏が行なわれる。ギタリストのデューイ・フィンは何度もリード・ヴォーカルより目立とうとする("I'm Too Hot for You”)。デューイの悪ふざけはバンド・メンバーの怒りを買い、解雇される。翌朝、長年の友人であるネッド・シュニーブリーとその気の強い恋人パティ・ディ・マルコと共に暮らす自室で目覚める。パティがデューイに家賃を取り立てる後ろでネッドは身を隠す。2人がいなくなると、デューイはスターになるため続けてきたバンドもレコード店の職もなくなり、1日をやり過ごす("When I Climb to the Top of Mount Rock")。デューイは名門ホレス・グリーン学院の校長ロザリー・マリンズから電話を受ける。ロザリーはネッドに週900ドルで臨時教師を募集していると伝えようとする。家賃をまかなえると考えたデューイはネッドになりすまして臨時教師の職を受ける。
ホレス・グリーンにて、ロザリーは生徒を送りに来る親たちに挨拶しつつ、全ての物事が無事に済むよう細心の注意を払う("Horace Green Alma Mater")。二日酔いで準備不足のまま遅刻してデューイが到着し、校長は「ネッド」に学院の校風を乱さぬよう警告する("Here at Horace Green")。教室に入り、「シュニーブリー先生」として自己紹介をする。全13名の生徒たちはデューイをいぶかしく思う。生徒の1人である神経質なサマー・ハサウェイがクラスの状況について説明し、デューイはそのお堅いシステムにうんざりする。二日酔いもおさまらず、デューイは生徒たちが騒ぐのも放置し寝て過ごす。
アパートにて、パティはネッドをジョギングに誘うが仕事が残っているとして断られ、1人で出掛ける。その直後、ネッドはこっそり音楽ゲーム「ギター・ヒーロー」をプレイし始める。デューイが帰宅してゲームに参加し、仕事や以前所属していたバンドのことなど様々な話をする("Variation 7”)。ゲームが終わるとデューイはネッドにスターになる夢を思い出させ、また共に音楽を再開するよう誘う("Children of Rock”)。パティが帰宅し、男たちの夢のセッションは終わる。パティはデューイにロックで成功などする訳もないのに夢ばかり見ていると説教し、30日以内に家賃を払わないと追い出すと最後通告する("When I Climb to the Top Of Mount Rock (Reprise)")。
翌日学校にて、デューイはほかの教師と議論していると、教室から音楽が聞こえてくる。デューイの生徒たちがロザリーの音楽の授業を受けており("Queen of the Night")、デューイは驚いて何の楽器を演奏しているのか尋ねる。デューイはコンテスト「バトル・オブ・ザ・バンド」に参加しようと生徒たちに語る。デューイはザックにエレキギター、ケイティにベース、ローレンスにキーボード、フレディにドラムを担当させる。ショネルとマーシーにバックコーラス、マディソンとソフィにローディーを任せる。さらにメイソンを照明、ジェイムズを警備、ビリーにスタイリストをさせる。何も与えられなかったサマーは怒り、デューイが提案したグルーピーを拒絶し、マネージャーを引き受ける。シャイな転入生トミカのみが残る("You're in the Band")。デューイは著名な音楽のCDを生徒たちに手渡し、聴くことを宿題とする("You're in the Band (Reprise)”)。
生徒たちは帰宅し、フレディは父親にデューイから渡されたCDの話をするが、フレディには音楽の才能もない、学院の落ちこぼれだと語る。ビリーはフットボール好きの父親の手前、『スポーツ・イラストレイテッド』に見せかけた『ヴォーグ』誌を読む。トミカは父親2人に学院で友人もできず馴染めないと語るが、学院を愛する両親は受け入れない。ザックは父親に学校であったできごとを話そうとするが、父親は仕事の電話を続けザックを遠ざける。イライラするザック、トミカ、ビリー、フレディら生徒たちには自分たちの話を聞かない両親や世間に言いたいことを胸に秘める("If Only You Would Listen")。ショネルとマーシーはバンドに「スクール・オブ・ロック」と名付ける。デューイはこれを気に入り、イメージから思い浮かんだ曲を完成させる("In the End of Time (A Cappella Version)")。
職員室にて、ほかの教師たちはデューイの生徒たちがいうことを聞かないと口々に文句を言うが、デューイの教育方針には良い面もあると語る("Faculty Quadrille")。教室では、生徒たちはデューイが作曲した曲の練習を続ける("In the End of Time (Practice Version)")。練習後、デューイは生徒たちを褒める。ザックは緊張気味の堅苦しい演奏をしていたため、デューイは真のロックのためにザックには「誰か」に対する怒りが必要だと語る。世界の悪の全てはその「誰か」の責任であるとし、デューイと生徒たちは怒りにまかせて反抗心を叫ぶ("Stick it to the Man")。デューイと生徒たちはバトル・オブ・ザ・バンドのオーディションに参加するため学院を抜け出す。オーディションに遅刻したため一同は諦めて引き返そうとするが、マネージャーのサマーは病気で遅刻したと仮病を使い、無事オーディションに参加する("In the End of Time (The Audition)")。オーディションに合格し、皆喜ぶ("Stick it to the Man (Reprise)")。

### 第2幕
本番36時間前、デューイの職員会議の間、生徒たちは練習に励む。ビリーはいまだ衣裳はまだ完成していないとして見せるのを渋るが、サマーに強制される。嫌がるローレンスをモデルに衣裳を披露するが、生徒たちはその衣裳が気に入らない。ビリーは戸惑うが、落胆する間もなく最初からやり直す("Time to Play")。保護者懇談会に向け緊張感漂わせる職員会議にて、デューイはロザリーが隠れロッカーでスティーヴィー・ニックスの大ファンであることに気付く。デューイは驚きパニックで歌えなくなり、ヴォーカルの代役を誰にするか考え始める。トミカは勇気を振り絞り、歌いたいとデューイに訴える。デューイがバックコーラスを割り振る時になぜ立候補しなかったのかと尋ねると、トミカはリード・ヴォーカルが良かったからだと語る。最初こそ緊張していたトミカだが、皆が見ていない振りをするとその歌唱力は皆を魅了する("Amazing Grace")。
ロザリーが近付いてくるのに気付き、感謝祭の飾り付けで急いで楽器を隠し、デューイは授業をしている振りをする。ロザリーに不信に思われ、デューイはほかの教師たちはコカインを使っているなどとごまかそうとするが、結局、つまらない題材に興味を持たせるために音楽を使用していると語る。つまらない訳はないと議論になるが、ロザリーはデューイの授業を見てみることにする。焦ったデューイはギターを取り出し、即興で数学の歌を歌う("Math Is a Wonderful Thing")。ロザリーはこれに感心しなかったが、デューイはロザリーを飲みに誘う。バーにて酔ってきた頃、デューイがジュークボックスでスティーヴィー・ニックスの曲を流すと、ロザリーは気を緩してロック魂を失ってきていることを嘆く。デューイはロザリーのロック魂を思い出させると語り、ロザリーは翌日の保護者懇談会がうまくいったらデューイと「スクール・オブ・ロック」がバトル・オブ・ザ・バンドに参加する手助けをすると約束する("Where Did the Rock Go?")。デューイは思わずロザリーにキスをして別れる。
デューイが家に着くとネッドはパティとメールしている。デューイの給料の小切手がネッド宛に届き、デューイはネッドになりすましていることを明かす。ネッドはパニック発作を起こすが、デューイはネッドをなんとか落ち着かせパティには秘密だと約束させる。翌日、生徒たちがリハーサルをしていると、ザックは自分たちのバンドのための曲を作曲してきたと明かし、デューイはザックの才能に驚く。ザックは生徒たちに曲を伝授する("School of Rock (Band Practice)")。練習の途中、ロザリーが無意識に保護者たちを教室に連れてきてしまい、保護者たちはその光景に驚く。デューイは保護者たちに生徒たちの才能を認め温かい目で見守ってほしいと説得する。するとパティとネッドが突入し、ネッドから聞き出したパティが、皆の前でデューイの正体を明かして保護者たちを憤慨させる。混乱に乗じてデューイと生徒たちはその場を抜け出しバトル・オブ・ザ・バンドの会場に向かう("Dewey's Confession")。
ロザリーは落ち着かない様子で会場をうろうろし、メイソンを見つけてデューイは生徒たちが考えているような人ではないと語る。メイソンはたとえ名前が違っていたとしても彼は見習うべき人物であると応える。感動したロザリーは生徒たちのために保護者たちを引き留める。生徒たちは、夢を諦めかけていたデューイに夢を思い出させ、トミカを中心として生徒たちはいかにデューイが必要な存在であるかを語る("If Only You Would Listen (Reprise)")。パティは生徒たちを阻止しようとするが、ネッドはついにパティに反対し、バトル・オブ・ザ・バンドへ同行する。ノー・ヴェイカンシー演奏直後に生徒たちは到着する("I'm Too Hot For You (Reprise)")。デューイはザック作曲の曲の演奏をすることに決め、ビリーの新しい衣裳を採用する。保護者たちが到着するが、警備員たちに楽屋入りを阻まれる。一同が舞台に向かうと、ザックの父は「くだらない、ばかばかしい」と罵る。我慢の限界となったザックは、このバンドはとても意味のある活動だと反抗し、演奏を始める。
ザックが作曲した曲を演奏し、観客は盛り上がる。保護者たちは空いていたボックス席から演奏を聴き、徐々にその演奏の良さを理解し、自分の子供たちがいかに素晴らしいかに気付く。各楽器ごとにソロがあり、トミカもデューイと共にリード・ヴォーカルを務める。ザックの父は態度を硬化させたままであったが、サマーの母にたしなめられる("School of Rock (Teacher's Pet)")。演奏後、ロザリーと保護者たち、そしてヘビーメタルな服装となったネッドは生徒たちを称賛する。デューイは保護者と生徒たちを見ながら何か価値のあることを成し遂げた気がする。優勝者はノー・ヴェイカンシーと発表されるが、デューイは順位は問題ではなく、特別なことを成し遂げたことが重要であると語る。パティが警官を連れてやってきて、デューイを詐欺により逮捕しようとするが、ロザリーは警官にフィン先生は学院の公式バンド・コーチだと紹介し事なきを得る。観衆の要望に応え、生徒たちはアンコールを演奏する("Stick It to the Man (Encore)")。演奏後、デューイとロザリーは再度キスし、ロザリーはクラシックとヘビーロックの歌唱法をミックスして歌い、デューイと生徒たちのおかげによりカリキュラムおよび学院を変えていこうと宣言する("Finale.")。

## 登場人物
大人
- デューイ・フィン: バンド「ノー・ヴェイカンシー」を解雇された、ロックスターを夢見る主人公。経済的に困窮し、ネッドになりすましてホレス・グリーン学院に臨時教師の職を得る。音楽の才能のある生徒たちにバンド「スクール・オブ・ロック」を結成させる。普段は気が荒く自暴自棄で単純で頭が鈍く、生徒たちより子供っぽいところがある。
- ロザリー・マリンズ: 神経質で保守的なホレス・グリーン学院の校長。仕事にプレッシャーを感じており、強い緊張状態にある。ロックへの愛を隠しており、かつてのように気楽に暮らしたいと願っている。
- ネッド・シュニーブリー: デューイの長年の友人、元バンド仲間、現ルームメイト。流されやすく、ガールフレンドのパティを含む他人からこき使われがちである。今もロックを愛するが、パティの前ではそれを隠している。臨時教師であり、ホレス・グリーン学院ではデューイによりなりすまされる。
- パティ・ディ・マルコ: ネッドのガールフレンド。きつい性格で支配的で、ネッドのこともあれこれ口を出す。デューイのことが嫌いで、共に暮らすアパートから出て行ってほしいと願っている。

生徒
- サマー(マネージャー): くだらないことが嫌いで向上心がある。当初はデューイを見下していたが、バンドあるいはマネージャーとしての活動を気に入るようになり、達成感を感じたいと願う。掲示されている成績表にほかの生徒に比べて金星がかなり多いことから学院の成績上位者であることがわかる。バトル・オブ・ザ・バンドで優勝することが大学出願において有利になると考えている。
- トミカ(ヴォーカル): キャンセル待ちからの転入生。シャイで誰とも会話をせず、ほかの生徒たちより学力が劣っていると感じている。歌の才能があり、スクール・オブ・ロックでデューイに続くセカンド・ヴォーカルとなる。男性カップルの養子。
- ザック(ギタリスト): 家族で過ごす時間のない神経質なビジネスマンの息子。感情を押し込めており、最初はギターをうまく演奏できない。音楽活動を始めて1ヶ月程度でバンドのテーマ曲『Teacher's Pet 』を作曲し、デューイはザックを音楽の神童と認める。
- ローレンス(キーボーディスト): グルテン不耐性で常に自信のない少年。自分はバンドのメンバーになれるほどクールではないと思っていたが、デューイはローレンスの良さを引き出す。トミカのみが唯一の友人であったが、トミカは全く喋らないため友人と思われていないと考える。想像力に富んだキーボード奏者であり向上の兆しもある。
- フレディ(ドラマー): 音楽の授業でシンバルを叩きまくるやんちゃな少年。父やサマーから頭が良くないと言われ続けるが、デューイも自身も、父の知らないほかの才能があると考える。
- ケイティ(ベーシスト): 大人しく、真面目な少女で1人で過ごすことが多い。元々チェロを演奏していたが、デューイの勧めにより早い段階でベースを選ぶ。演奏中は無表情で、バンド活動に真面目に取り組む。
- ショネル、マーシー(バックコーラス): ショネルとマーシーはほかの人々に紛れがちな大人しい少女。バックコーラスを担当するが、ダンスの才能もある。デューイは両親たちに2人は天使の声を持っていると語る。
- ビリー(スタイリスト): ファッション誌を愛する華やかな少年。デューイの服装のセンスも、誰も自分の芸術センスを認めないことも気に入らないが、自分のセンスに自信を持っている。フットボール選手の家系で父親もビリーにフットボール選手になってほしいと思っているが、ビリーは全く興味がない。
- メイソン(技術): とても賢いテクノロジー・オタク。パソコンを使ってバンドの照明や特殊効果のデザインを行なう。とても寛大で、ロザリーが切羽詰まった行動をとった時もハグをして慰める。また花火製造術の経験もある。
- ジェイムズ(警備): 粗野で強い少年。リハーサル中、デューイはジェイムズをドアのそばに立たせ、ロザリーを含むほかの教師たちにバンドのことがばれそうになったら知らせる係となる。
- ソフィ、マディソン(ローディー): ローディー役だが、バンドはツアーをする訳ではないのでバックダンサーとなる。2人ともダンスの才能があり、マーシーとショネルのように常に行動を共にしている。フレディの演奏するドラムの近くでダンスをすることが多い[24]。

## プロダクション

### 2015年–2019年、ブロードウェイ
2015年1月19日、9歳から15歳を対象にオーディションが始まった。映画より何年も前から行なわれている放課後の音楽教育プログラム「スクール・オブ・ロック」を通してスカウトも行なわれており、ニューヨーク、シカゴ、ロサンゼルスで公開オーディションが行なわれた。
2015年5月29日、映画版でジャック・ブラックが演じたデューイ・フィン役をアレックス・ブライトマンが演じることが発表され、6月、マンハッタンにあるグレマシー・シアターにて招待客のみのガラ・コンサートが行なわれた。ロザリー役にはシエラ・ボーゲスが配役された。
2015年11月9日、ウィンター・ガーデンにてプレビュー公演が開幕し、12月6日に正式に開幕した。6月11日にチケットが発売した。当初は11月2日にプレビュー公演が開幕する予定であった。
2016年8月8日、シエラ・ボーゲスがロザリー役を降板し、ジェニファー・ギャンバティーズが後継となった。
2017年4月13日、4月14日から30日のエリック・ピーターソンの休暇の間、アレックス・ブライトマンがデューイ役に復帰することが発表された。
2019年1月20日、ブロードウェイ・プロダクションは31プレビュー公演、1,307本公演ののち閉幕する。

### 2016年–、ウエスト・エンド
2015年12月7日、ブロードウェイ開幕から約11ヶ月後、ロイド・ウェバーは2016年秋にロンドンのウエスト・エンドにあるロンドン・パラディウムにて開幕する予定であると発表した。
2016年5月20日、パラディウムでなくジリアン・リン・シアターにて10月24日にプレビュー公演が、11月14日に本公演が開幕し、5月25日にチケットが一般発売されることが発表された。ロイド・ウェバーは予定より早く子役が決まったため、数ヶ月早く開幕できたと語った。
ウィンター・ガーデン・シアターのプロセニアム・アーチに合わせたアナ・ルイゾスの装置はジリアン・リン・シアターの構造に合わせて修正された。主な修正点は開演前の舞台幕の撤去、回り舞台の設置、1階席の通路での演技などである。舞台はアメリカのままであるが、イギリスの観客向けに脚本が若干変更された。
オリジナル・ロンドン・キャストとしてデイヴィッド・フィンがデューイ役、フローレンス・アンドリュースがロザリー役、オリヴァー・ジャクソンがネッド役、プリーヤ・カリダスがパティ役、ゲイリー・トレイナーがデューイ役代役に配役された。2017年5月15日にデューイ役のフィンが降板し、週5公演を代役であったトレイナーが本役として演じ、週3公演を新たに配役されたスティーブン・リースクが演じ、ジョエル・モンタギューが代役となった。2017年11月13日、大部分の大人役オリジナル・キャストの最終公演となった。11月15日、新たな大人役キャストの初回公演となった。新たなキャストとしてアラン・ピアソンがネッド役、リースクがデューイ役、代役であったミシェル・フランシスがパティ役に配役された。アンドリュースがロザリー役を続行し、クレイグ・ギャリヴァンがデューイ役代役となった。新キャストに伴い脚本および音楽が見直された。第1幕の楽曲『Children of Rock』が削除され、『Here at Horace Green』が引き延ばされ台詞が追加された。

### 2017年–、全米ツアー
2017年9月30日、ニューヨーク州ロチェスターにあるオーディトリアム・シアターにて全米ツアー公演が開幕した。ロブ・コレティがデューイ役、レキシー・ドーセット・シャープがロザリー役に配役された。2018年10月1日、コレティがデューイ役を降板し、メリット・デイヴィッド・ジェーンズが配役された。

### 2018年–2019年、オーストラリア・ツアー
2018年、オーストラリア・プロダクションがメルボルンにあるハー・マジェスティ・シアターにて、10月31日よりプレビュー公演が、11月9日より本公演が開幕した。2019年、上海にて開幕する中国ツアー公演を行なった後、7月、ブリスベンのQPACとシドニーのキャピトル・シアターで上演してオーストラリア・ツアーとなる。子役はそれぞれ3名が交代で演じており、ミッドナイト・オイル、コールド・チズル、ACDCとチーム分けされている。

### ユース・プロダクション
ブロードウェイ開幕前からユース・プロダクションによる上演権の申込を受け付け始めた。選ばれた学校演劇でパイロット版が上演された。

## 主要登場人物およびオリジナル・キャスト
| 登場人物               | 2015年、オリジナル・ブロードウェイ・キャスト | 2016年、オリジナル・ウエスト・エンド・キャスト                 | 2017年、第1回全米ツアー・キャスト | 2018年、オリジナル・オーストラリア・キャスト                                       |
| ---------------------- | -------------------------------------------- | -------------------------------------------------------------- | --------------------------------- | ---------------------------------------------------------------------------------- |
| デューイ・フィン       | アレックス・ブライトマン                     | デイヴィッド・フィン                                           | ロブ・コレティ                    | ブレント・ヒル                                                                     |
| ロザリー・マリンズ     | シエラ・ボーゲス                             | フローレンス・アンドリュース                                   | レキシー・ドアセット・シャープ    | Amy Lehpamer                                                                       |
| ネッド・シュニーブリー | スペンサー・モーゼス                         | オリヴァー・ジャクソン                                         | マット・ビットナー                | ジョン・オハラ                                                                     |
| パティ・ディ・マルコ   | マミー・パリス                               | プリーヤ・カリダス                                             | エミリー・ボロメオ                | ナディア・コマゼック                                                               |
| ショネル               | テイラー・コルドウェル                       | Amelia Poggenpoel Jaydah Bell-Rickets Shoshana Ezequiel        | オリヴィア・バックナー            | アシュリン・ノーマン エイヴァ・ローズ・ヒューベン・カートナー レイチェル・キプニス |
| ケイティ               | イーヴィ・ドラン                             | ロイ・ジェンキンス ソフィア・ペティ セルマ・ハンセン           | セオドラ・シルヴァーマン          | サマンサ・チャン レミー・グランドン ティアナ・ミラ                                 |
| ジェイムズ             | ジャージー・サリヴァン                       | ソニー・カービー ブラッドリー・ビセット デンゼル・エボジ       | トミー・レイガン                  | ゲイブリエル・イングラム ザック・エルアロ ラクラン・ヤング                         |
| ソフィ                 | コリン・ウィルソン                           | ローラ・モクソム グレイス・シュナイダー ミア・ロバーツ         | Gabriella Uhl                     | Lucia Schwerdt メイヤ・コーベット ルビー・ムーア                                   |
| マーシー               | カーリー・ゲンデル                           | ナターシャ・ラファエル リア・レヴマン マデリーン・ヘインズ     | クロエ・アン・ガルシア            | アニー・ジョーンズ ケイラ・ムア リヤ・マンドラワ                                   |
| メイソン               | イーサン・カシドマン                         | ベン・ドーソン ルーカス・チョウ プレスリー・チャーマン         | カーソン・ホッジ                  | サム・ジョーンズ オスカー・マルカヒー イライジャ・スラヴィンスキ                   |
| フレディ               | ダンテ・メルシー                             | ベイリー・カセル ノア・キー ジュード・ハーパー・ロベル         | ギルバート・モレティ・ハミルトン  | ケンプトン・マロニー ベイリー・ランデグ イーサン・スティーブンソン                 |
| トミカ                 | ボビー・マッケンジー                         | アマ・リス Adithi Sujith ニコル・デューブ                      | ジャンナ・ハリス                  | ベラ・ミア・ボートリン チハナ・ペレラ ライリー・トーマス                           |
| ザック                 | ブランドン・ニードラウアー                   | トビー・リー ジェイク・スラック トム・アビスゴールド           | フェニックス・シューマン          | ベン・スウィサ ゼイン・ブラメリス ジェイデン・タタショア                           |
| ビリー                 | ルカ・パドヴァン                             | ジョブ・ハート ローガン・ウォームスリー ジョシュア・ヴォーガン | ジョン・マイケル・ピテラ          | レニー・トーマス アモン・プリート ハドソン・シャープ                               |
| ローレンス             | ジャレッド・パーカー                         | ガイルス・カーデン オスカー・フランシスコ ジェイムズ・ローソン | セオ・ミッチェル・ペナー          | ケイレブ・エルボーン オーランド・シュワート ヒース・ジェロヴィック                 |
| サマー                 | イザベラ・ルッソ                             | イザベル・メスヴェン ルーシー・シモンズ エヴァ・トロッド       | エイヴァ・ブリグリア              | エイヴァ・マキネス ステファニー・キプニス Maria Yvetter Pugat                      |
| マディソン/マシュウ*   | シャハディ・ライト・ジョセフ                 | ジェイコブ・スワン Zachary Dowlatshahi ハリー・イーガートン    | N/A                               | N/A                                                                                |

* マディソン役はウエスト・エンド公演ではマシュウ役に変更となったが、2018年春にはマシュウ役は削除された。

## 音楽
2003年の映画版で使用された3曲に加え、アンドルー・ロイド・ウェバー作曲、グレン・スレイター作詞、ミック・ポッター音響デザイン、イーサン・ポップ音楽監督によるオリジナル楽曲12曲が使用された。
1981年のマーティ・ウェブのアルバム『Won't Change Places 』に収録されたドン・ブラック作詞、ロイド・ウェバー作曲による『"I've Been in Love Too Long" 』のメロディを使用し、『"I'm Too Hot for You" 』が作曲された。

### 使用楽曲
| 第1幕 - "I'm Too Hot for You" – ノー・ヴェイカンシー、デューイ - "When I Climb to the Top of Mount Rock" – デューイ - "Horace Green Alma Mater" – ロザリー, 生徒たち、教師たち - "Here at Horace Green" – ロザリー - "Variation 7" – デューイ、ネッド - "Children of Rock" – デューイ、ネッド - "Mount Rock (Reprise)" – パティ - "Queen of the Night" – ロザリー、デューイ、ゲイブ - "You're in the Band" – デューイ、生徒たち - "You're in the Band (Reprise)" – デューイ、生徒たち - "If Only You Would Listen" – 生徒たち - "In the End of Time (A Cappella Version)" – デューイ - "Faculty Quadrille" – 教師たち - "In the End of Time (Band Practice)" – デューイ、生徒たち - "Stick It to the Man" – デューイ、生徒たち - "In the End of Time (The Audition)" – デューイ、生徒たち - "Stick It to the Man (Reprise)" – デューイ、生徒たち | 第2幕 - "Time to Play" – サマー、生徒たち - "Amazing Grace" – トミカ - "Math Is a Wonderful Thing" – デューイ、生徒たち - "Where Did the Rock Go?" – ロザリー - "School of Rock (Band Practice)" – デューイ、生徒たち - "Dewey's Confession" – デューイ、ロザリー、パティ、ネッド、保護者たち - "If Only You Would Listen (Reprise)" – トミカ、生徒たち - "I'm Too Hot for You (Reprise)" – ノー・ヴェイカンシー - "School of Rock" – デューイ、生徒たち - "Stick It to the Man (Encore)" – デューイ、生徒たち - "Finale" – フル・カンパニー |

### キャスト・アルバム
2015年9月14日、12月6日のブロードウェイ公演開幕前にキャスト・アルバムがレコーディングされることが発表された。ボーナス・トラック3曲、プレビュー公演でカットされた『"Give Up Your Dreams" 』を含む20曲が収録された。2015年12月4日、ワーナー・ブラザース・レコードにより配給された。
| #   | タイトル                                          | 作詞 | 作曲・編曲 | 時間 |
| --- | ------------------------------------------------- | ---- | ---------- | ---- |
| 1.  | 「When I Climb to the Top of Mount Rock」         |      |            | 3.28 |
| 2.  | 「Horace Green Alma Mater」                       |      |            | 2.47 |
| 3.  | 「Here at Horace Green」                          |      |            | 2.04 |
| 4.  | 「Variation 7 / Children of Rock」                |      |            | 4.23 |
| 5.  | 「Give Up Your Dreams」                           |      |            | 3.20 |
| 6.  | 「Queen of the Night」                            |      |            | 1.59 |
| 7.  | 「You’re in the Band」                            |      |            | 4.55 |
| 8.  | 「If Only You Would Listen」                      |      |            | 3.12 |
| 9.  | 「In the End of Time (A Cappella Version)」       |      |            | 2.11 |
| 10. | 「Faculty Quadrille」                             |      |            | 2.24 |
| 11. | 「Stick It to the Man」                           |      |            | 3.12 |
| 12. | 「Time to Play」                                  |      |            | 3.36 |
| 13. | 「Where Did the Rock Go?」                        |      |            | 4.15 |
| 14. | 「Dewey's Confession」                            |      |            | 1.40 |
| 15. | 「Act 2, Scene 8: Dewey's Bedroom」               |      |            | 5.08 |
| 16. | 「School of Rock (Teacher's Pet)」                |      |            | 4.17 |
| 17. | 「Finale」                                        |      |            | 3.37 |
| 18. | 「I'm Too Hot for You (Bonus Track)」             |      |            | 3.26 |
| 19. | 「If Only You Would Listen (Bonus Track)」        |      |            | 3.35 |
| 20. | 「In the End of Time (Rock Version Bonus Track)」 |      |            | 2.01 |

## 評価
レビューの多くは子役の演技を中心に概ね好評であった。

## 受賞歴

### オリジナル・ブロードウェイ・プロダクション
| 年   | 賞                       | 部門                           | ノミネート者                                     | 結果       |
| ---- | ------------------------ | ------------------------------ | ------------------------------------------------ | ---------- |
| 2016 | トニー賞                 | ミュージカル作品賞             | ミュージカル作品賞                               | ノミネート |
| 2016 | トニー賞                 | ミュージカル脚本賞             | ジュリアン・フェロウズ                           | ノミネート |
| 2016 | トニー賞                 | オリジナル楽曲賞               | アンドルー・ロイド・ウェバー、グレン・スレイター | ノミネート |
| 2016 | トニー賞                 | ミュージカル主演男優賞         | アレックス・ブライトマン                         | ノミネート |
| 2016 | ドラマ・デスク・アワード | ミュージカル作品賞             | ミュージカル作品賞                               | ノミネート |
| 2016 | ドラマ・デスク・アワード | 楽曲賞                         | アンドルー・ロイド・ウェバー                     | ノミネート |
| 2016 | ドラマ・デスク・アワード | 編曲賞                         | アンドルー・ロイド・ウェバー                     | ノミネート |
| 2016 | ドラマ・デスク・アワード | 作詞賞                         | グレン・スレイター                               | ノミネート |
| 2016 | ドラマ・デスク・アワード | ミュージカル音響デザイン賞     | ミック・ポッター                                 | ノミネート |
| 2016 | 海外批評家サークル賞     | ミュージカル主演男優賞         | アレックス・ブライトマン                         | ノミネート |
| 2016 | Broadway.com観客賞       | ミュージカル作品賞             | ミュージカル作品賞                               | ノミネート |
| 2016 | Broadway.com観客賞       | ミュージカル主演男優賞         | アレックス・ブライトマン                         | ノミネート |
| 2016 | Broadway.com観客賞       | 新人男優賞                     | アレックス・ブライトマン                         | ノミネート |
| 2016 | Broadway.com観客賞       | 演技賞                         | アレックス・ブライトマン                         | ノミネート |
| 2016 | Broadway.com観客賞       | ペア賞                         | アレックス・ブライトマン&シエラ・ボーゲス        | ノミネート |
| 2016 | Broadway.com観客賞       | ミュージカル助演女優賞         | シエラ・ボーゲス                                 | ノミネート |
| 2016 | ドラマ・リーグ・アワード | ミュージカル・プロダクション賞 | ミュージカル・プロダクション賞                   | ノミネート |
| 2016 | ドラマ・リーグ・アワード | 演技賞                         | アレックス・ブライトマン                         | ノミネート |

### オリジナル・ウエスト・エンド・プロダクション
| 年   | 賞                       | 部門                   | ノミネート者                                            | 結果       |
| ---- | ------------------------ | ---------------------- | ------------------------------------------------------- | ---------- |
| 2017 | WhatsOnStage Awards      | 新作ミュージカル作品賞 | 新作ミュージカル作品賞                                  | 受賞       |
| 2017 | ローレンス・オリヴィエ賞 | 新作ミュージカル作品賞 | 新作ミュージカル作品賞                                  | ノミネート |
| 2017 | ローレンス・オリヴィエ賞 | ミュージカル主演男優賞 | デイヴィッド・フィン                                    | ノミネート |
| 2017 | ローレンス・オリヴィエ賞 | 音楽特別功労賞         | ギリアン・リン・シアターにて毎晩演奏する3名の子役バンド | 受賞       |